# Leptura sequoiae
Leptura sequoiae là một loài bọ cánh cứng trong họ Cerambycidae.